# جنبش استاخانوفیت

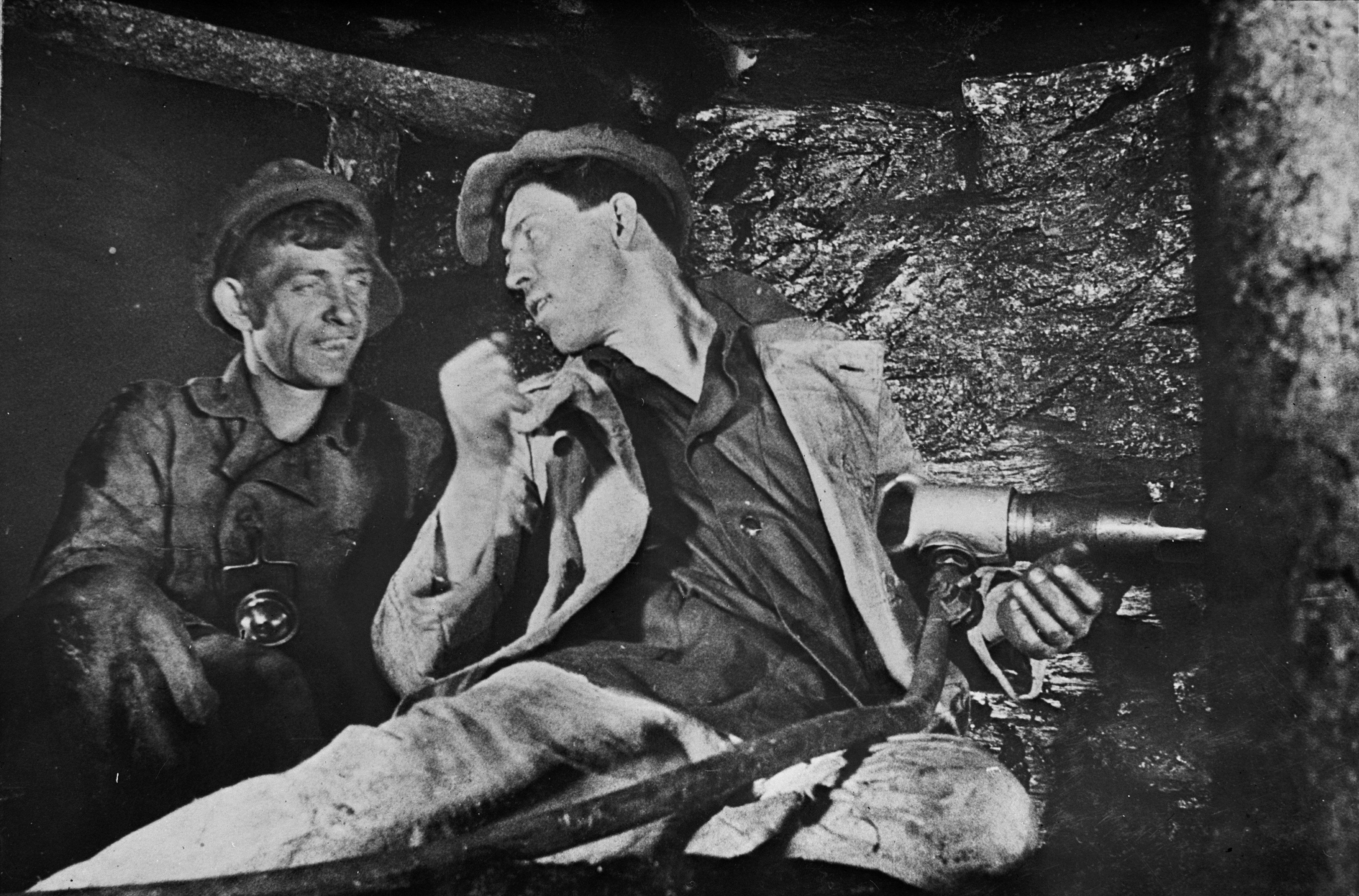
آلکسی استاخانوف با یک همکار معدنچی

اصطلاح استاخانوفیت برگرفته از اتحاد جماهیر شوروی و اشاره به کارگرانی دارد که مدل خود را از روی آلکسی استاخانوف گرفته‌اند. این کارگران غرور و افتخارشان در تواناییشان به تولید بیش از نیاز به خاطر کار بیشتر و موثرتر می‌دانند. جنبش استاخانوفیت با توجه به ایده تقلید سوسیالیستی تشویق می‌شد. این جنبش ابتدا در صنعت زغال‌سنگ بود اما بعدتر به بسیاری از صنایع دیگر در اتحاد جماهیر شوروی گسترش یافت. این جنبش در نهایت با مقاومت مواجه شد چرا که افزایش بهره‌وری منجر به افزایش مطالبات کارگران گردید.
در رمان مزرعه حیوانات از جورج اورول یک نماینده از استاخانوفیت‌ها دارد که شخصیت اسب بوکسور با شعار "من بیشتر کار خواهم کرد!" است.